# Turuhanszk
Turuhanszk (oroszul: Туруханск) falu Oroszország ázsiai részén, az Alsó-Tunguszka torkolatánál, a Krasznojarszki határterületen. A Turuhanszki járás székhelye.
Lakossága: 4662 fő (a 2010. évi népszámláláskor). A Szovjetunió megszűnését követő évtized alatt lakossága kb. 45%-kal csökkent: 1989-ben 8869, 2002-ben 4849 fő.

## Fekvése, éghajlata
A település a Jenyiszej viszonylag magasabb jobb partján, sík vidéken, az Alsó-Tunguszka torkolatánál terül el, Krasznojarszktól 1474 km-re északra. A legközelebbi város a Jenyiszejen lefelé (északra) Igarka.
Éghajlata szélsőségesen kontinentális, nagyon hideg téllel. A januári középhőmérséklet -25,4 °C, a júliusi 16,5 °C. A legnagyobb hideget 1979-ben mérték (-57,0 °C), a legmelegebb 1968-ban volt (35,5 °C). A csapadék évi mennyisége 597 mm. A területen mély és tartós permafroszt uralkodik.

## Történeti vázlat
Turuhanszk hivatalosan 2007-ben ünnepelte fennállásának 400. évfordulóját. Története azonban nem a mai helyén, hanem a Jenyiszejen kb. 20 km-rel lejjebb, a Turuhan folyó torkolatánál kezdődött.
1607-ben a Turuhan északi (bal) partján, a Jenyiszej egyik mellékága közelében orosz téli szállást létesítettek. 1619-ben a Taz folyó menti Mangazeja városból többen ideköltöztek, majd miután a város 1662-ben végleg megsemmisült, cári parancsra a lakosság a vajdával az élen ide települt át. A téli szállás helyén 1672-ben alapították Novaja Mangazeja ('új Mangazeja') várost és 1677-ben fából készült négy bástyatoronnyal és ágyúkkal erősítették meg. Nevét 1780-ban változtatták Turuhanszkra. 1785-ben hatalmas kiterjedésű, de gyéren lakott közigazgatási egység székhelye lett.
Évenként, júniusban megtartott vására különleges esemény volt, távoli vidékek lakóit és kereskedőit is vonzotta. 1846-ban a vásárra érkezett Matthias Alexander Castrén finn nyelvész és az ott összesereglett ketek, tunguzok, szölkupok élő nyelvét tanulmányozta, lejegyezte. A 19. században azonban a település jelentősége már csökkent. A gazdasági változások mellett közrejátszott ebben az egészségtelen környezet is: a vizenyős, mocsaras terület, gondot jelentett az egészséges ivóvíz hiánya.
A 19-20. század fordulóján fölmerült az elképzelés, hogy a települést a Jenyiszej túlsó partjára, az Alsó-Tunguszka torkolatánál fekvő Monasztirszkoje faluba költöztessék át. Az 1660-ban alapított falu kolostoráról kapta nevét ("monasztir" jelentése 'kolostor, monostor'), amely a 18. század második felétől a politikai száműzetés helyszíne is volt. A Pugacsov-féle parasztfelkelés résztvevői, a dekabrista mozgalom tagjai és lengyel felkelők közül többen itt töltötték száműzetésüket.
A 20. század elején egyre több köztörvényes bűnözőt és politikai elítéltet száműztek a turuhanszki vidékre. A száműzetés éveit itt (Szelivanyiha faluban) töltő J. M. Szverdlov korabeli írása szerint 1914-re már Monasztirszkoje volt a közigazgatási központ, és odáig kiépült a távíró összeköttetés. Később neve Új-Turuhanszkra, illetve Turuhanszkra változott, az egykori város pedig 1921-re jelentéktelen kistelepülés lett; mai neve Sztaroturuhanszk ('régi Turuhanszk').
A Turuhanszki járást 1928-ban hozták létre Turuhanszk székhellyel. A járás területe 1953-ig a Gulag része volt. Mások mellett Turuhanszkban töltött öt évet Marina Cvetajeva életfogytiglanra ítélt, de 1954-ben szabadult lánya, Ariadna Szergejevna Efron is. A következő évtizedekben a település geofizikai, geológiai expedíciók kiindulópontja, bázisa volt. Középiskola, kórház, kisebb repülőtér létesült.

## A 21. században
A település vidékén aszfaltozott országút, vasútvonal nincs. A személy- és áruforgalom a hajózási idényben vízi úton a Jenyiszejen, illetve légi úton helikopterekkel bonyolódik.